# Julia Muzychenko
Julia Muzychenko (* 22. Juni 1994 in St. Petersburg) ist eine russische Opernsängerin (Sopran).

## Leben und Wirken
Julia Muzychenko studierte von 2013 bis 2018 am Sankt Petersburger Konservatorium und besuchte 2015 bis 2016 die Internationale Musikakademie „Jelena Obraszowa“ St. Petersburg. Ihr Bühnendebüt gab sie dort 2015 am Mariinski-Theater in der Titelrolle von Tarnopolskis »Aschenputtel«. Aus Wettbewerbserfolgen im Jahr 2017 ergaben sich Engagements als Violetta Valéry (La traviata) am Teatro Giuseppe Verdi (Busseto), Teatro Regio di Parma und der Ópera de Tenerife (2019). Im Jahr 2019 sang sie die Rolle der Norina in Don Pasquale an der Opéra National de Montpellier.
Muzychenko gehörte von 2019 bis 2021 dem Jungen Ensemble der Dresdner Semperoper an,  wo sie Rollen wie Musetta (La Bohème), Olympia (Hoffmanns Erzählungen), Sandmännchen/Taumännchen (Hänsel und Gretel) und Papagena (Die Zauberflöte) verkörperte. Sie wurde dem deutschen Fernsehpublikum durch solistische Mitwirkung beim ZDF-Adventskonzert 2019 und beim Semperopernball 2020 bekannt. Ihr Debüt als Gilda in Verdis Rigoletto gab sie 2021 an der Opéra National de Montpellier. Dem Publikum der Oper Frankfurt stellte sie sich im Dez. 2021 als Oksana in Rimski-Korsakows Oper Die Nacht vor Weihnachten vor. Diese Produktion mit ihr in der weiblichen Hauptrolle wurde in der Kritikerumfrage der Opernwelt als Aufführung des Jahres ausgezeichnet. Weitere Rollendebüts in Opern von Rimski-Korsakoц gab sie als Schwanenprinzessin in Das Märchen vom Zaren Saltan an der Opéra national du Rhin in Strasbourg (2023) und als Wolchowa in Sadko am Bolschoi-Theater Moskau (2024).
Ihr Erfolg beim 27ème Concours international de Chant de Clermont-Ferrand ermöglichte ihr im Jan. 2022 das Debüt als Amina in Donizettis La sonnambula in Clermont-Ferrand und in der Folgezeit die Mitwirkung an dieser Tourneeproduktion in Vichy, Avignon, Metz und an anderen Spielorten. Als Preisträgerin beim 33ème Concours International de Chant de Marmande debütierte sie im Aug. 2022 bei den Nuits lyriques de Marmande in der Titelrolle von Lakmé (Léo Delibes).
Muzychenko heiratete im Juli 2022 den US-amerikanischen Opernsänger Tobias Greenhalgh in Kopenhagen.

## Preise und Auszeichnungen
- 2016: Sergey Rachmaninov Competition: 1. Preis
- 2017: Concorso Internazionale Voci Verdiane in Busseto, 1. Preis und Rollendebüt als Violetta Valéry als Sonderpreis.
- 2017: Concurso de Canto de Ópera de Tenerife, 1. Preis.[20]
- 2018: Gesangswettbewerb „Die Meistersinger von Nürnberg“, 1. Preis, Publikumspreis, Sonderpreis der Freunde der Staatsoper Nürnberg e.V., Nachwuchsförderpreis.[1]
- 2018: 3rd International Éva Marton Singing Competition in Budapest, 3. Preis.[21]
- 2019: Competizione dell’Opera: 3. Preis
- 2019: 70 Concorso AsLiCo: Preis Winner
- 2020: 2nd International Virgilijus Noreika Competition for Singers, Vilnius, 2. Preis[22]
- 2020: Cadenza Contest (Online-Wettbewerb), Preis in der Kategorie Sänger[23]
- 2021: Jacques Offenbach Grand Prix (Online-Wettbewerb), 1. Preis[24]
- 2021: 27ème Concours international de Chant de Clermont-Ferrand: Prix du Public, Prix du Jeune Public, Prix du Récital romantique, Prix La Sonnambula (Engagement in der Hauptrolle)[25]
- 2021: 33ème Concours International de Chant de Marmande: 2. Preis Opernsängerin, Publikumspreis[26]
- 2021: 16. Internationaler Montserrat Caballé Gesangswettbewerb in Barcelona, 2. Preis[27]
- 2023: 60. Internationaler Tenor Viñas Wettbewerb in Barcelona, 5. Preis[28]
- 2023: Concours Reine Elisabeth in Brüssel, 3. Preis[29]
- 2025: 11. Veronica Dunne International Singing Competition in Dublin, 1. Preis[30]

## Aufnahmen
- Nikolai Rimski-Korsakov: Die Nacht vor Weihnachten mit Julia Muzychenko als Oksana. Oper Frankfurt, Regie Christof Loy, musikalische leitung Sebastian Weigle. DVD erschienen bei Naxos, 2022.